# Харосет

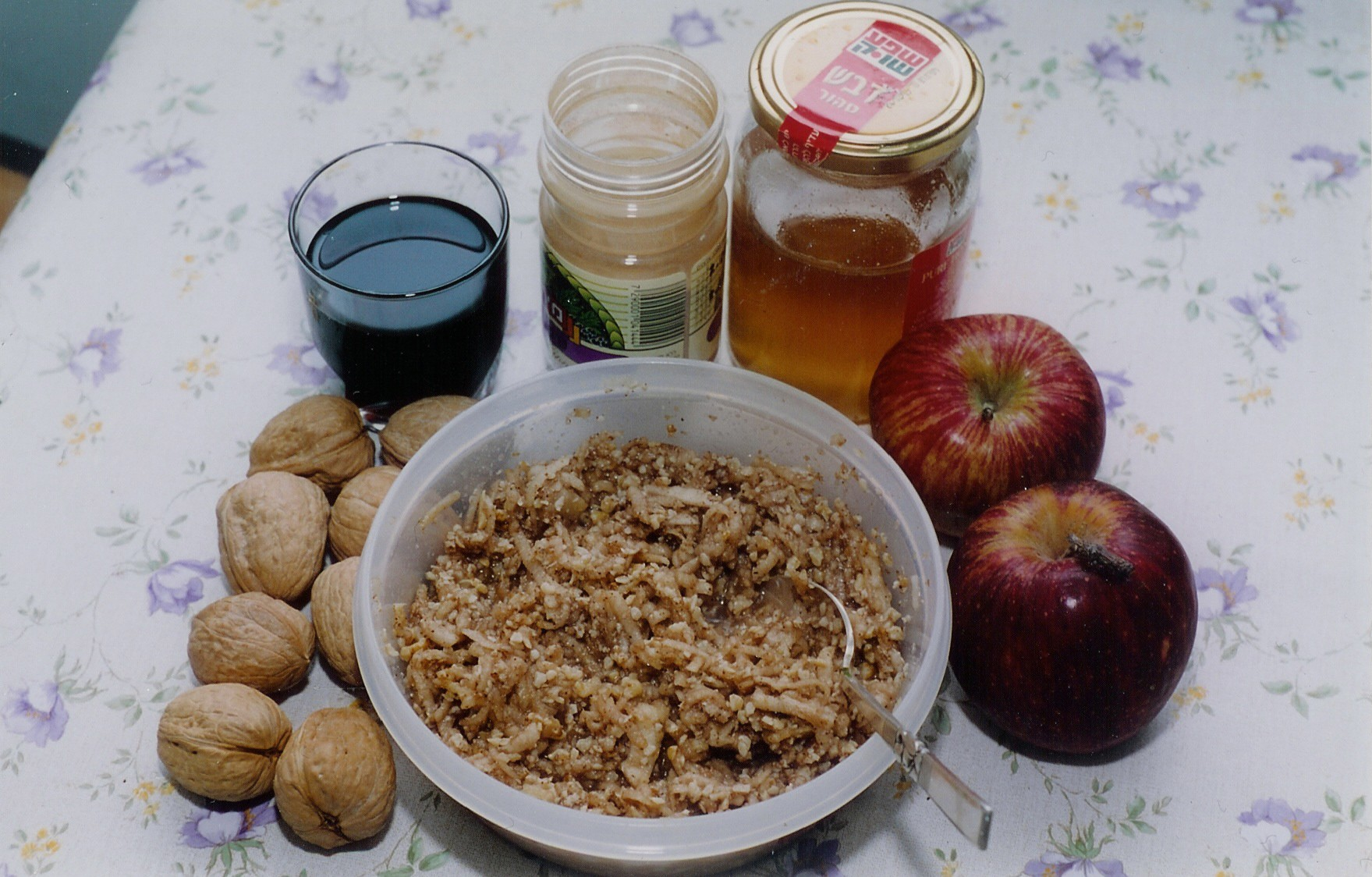
Харосет

Харосет (в ашкеназькій вимові харойсес) — страва єврейської національної кухні, являє собою суміш горіхів, сушених або свіжих фруктів, спецій та солодкого вина. Символізує глину, яку використовували для будівельного розчину раби-євреї в Єгипті. Страва зазвичай вживається під час релігійного свята Песаху.